# A House
A House era una band irlandese degli anni '80 e '90, nota per i "testi di Dave Couse, spesso carichi di amarezza e ironia ... rafforzati dalla musicalità (della band) apparentemente senza sforzo". Il singolo "Endless Art" è uno dei loro successi più conosciuti.

## Formazione
- Dave Couse (voce, chitarra)
- Fergal Bunbury (chitarra)
- Martin Healy (basso)
- Dermot Wylie (batteria, 1985-90)
- David Morrissey (tastiere, 1990-97)
- Susan Kavanagh (voce, 1990-97)
- Dave Dawson (batteria, 1990-97)

## Discografia

### Album
| Anno | Album                                                                    | UK | US | Irlanda |
| ---- | ------------------------------------------------------------------------ | -- | -- | ------- |
| 1988 | On Our Big Fat Merry-Go-Round                                            | -  | -  | -       |
| 1990 | I Want Too Much                                                          | -  | -  | -       |
| 1991 | I Am the Greatest                                                        | -  | -  | -       |
| 1994 | Wide-Eyed and Ignorant                                                   | -  | -  | -       |
| 1996 | No More Apologies                                                        | -  | -  | -       |
| 1998 | A House Live in Concert                                                  | -  | -  | -       |
| 2002 | The Way We Were                                                          | -  | -  | -       |
| 2002 | The Way We Were (edizione limitata, bonus disco di lati-b e obscurities) | -  | -  | -       |

### EP
| Anno | EP                   | UK | US | Irlanda |
| ---- | -------------------- | -- | -- | ------- |
| 1987 | Street Carnival Rock | -  | -  | -       |
| 1990 | Doodle               | -  | -  | -       |
| 1990 | Bingo                | -  | -  | -       |
| 1991 | Zop                  | -  | -  | -       |
| 1994 | 360 North Rockingham | -  | -  | -       |

### Presenza nelle Compilation
| Anno | Albums                                               | UK | US |
| ---- | ---------------------------------------------------- | -- | -- |
| 1985 | Blackrock Youth Aid '85                              | -  | -  |
| 1986 | Live at the Underground                              | -  | -  |
| 1986 | Street Carnival Rock EP                              | -  | -  |
| 1987 | Heads Over Ears: A Debris Compilation                | -  | -  |
| 1994 | A Flavour of the Label (Parlophone promo)            | -  | -  |
| 1988 | Just Say Yo                                          | -  | -  |
| 1997 | The Sunday Times Music Collection: The Best of Indie | -  | -  |
| 2004 | The Definitive Irish Rock Album                      | -  | -  |
| 2005 | The Definitive Irish Rock Album II                   | -  | -  |
| 2005 | Fanning's Fab 50                                     | -  | -  |

### Singoli
| Anno | Brano                               | UK | US  | Irlanda |
| ---- | ----------------------------------- | -- | --- | ------- |
| 1987 | "Kick Me Again Jesus"               | -  | -   | -       |
| 1987 | "Snowball Down"                     | -  | -   | -       |
| 1987 | "Heart Happy"                       | -  | -   | -       |
| 1987 | "Call Me Blue"                      | -  | - 1 | 28      |
| 1988 | "I'll Always Be Grateful"           | -  | -   | 22      |
| 1988 | "I Want to Kill Something"          | -  | -   | -       |
| 1990 | "I Think I'm Going Mad"             | -  | -   | 22      |
| 1991 | "You're Too Young"                  | -  | -   | -       |
| 1991 | "I Don't Care"                      | -  | -   | -       |
| 1991 | "Second Wind"                       | -  | -   | -       |
| 1992 | "Endless Art"                       | 46 | -   | -       |
| 1992 | "Take It Easy on Me"                | 55 | -   | -       |
| 1992 | "Everything's Gone"                 | -  | -   | -       |
| 1992 | "Slang"                             | -  | -   | -       |
| 1992 | "Santamental"                       | -  | -   | -       |
| 1994 | "I Will Never Forgive You"          | -  | -   | -       |
| 1994 | "A House A Reintroduction"          | -  | -   | -       |
| 1994 | "Why Me?"                           | 52 | -   | 20      |
| 1994 | "Here Come the Good Times (Part 1)" | 37 | -   | 21      |
| 1994 | "Here Come the Good Times (Part 2)" | -  | -   | -       |
| 1997 | "Without Dreams"                    | -  | -   | -       |

- 1 - Quantunque non fosse riuscita ad entrare nella TOP100 americana, il brano arrivò alla posizione numero 9 nella classifica Billboard di "Modern Rock Tracks".